# Lunenburg (Wirginia)
Lunenburg – jednostka osadnicza w Stanach Zjednoczonych, w stanie Wirginia, siedziba administracyjna hrabstwa Lunenburg.